# Мирослав Качер
Мирослав Качер (словац. Miroslav Káčer, нар. 2 лютого 1996, Жиліна, Словаччина) — словацький футболіст, півзахисник чеського клубу «Вікторія» (Пльзень).

## Клубна кар'єра
Мирослав Качер почав займатися футболом у віці семи років у рідному місті Жиліна в академії місцевого однойменного клуба.13 липня 2012 року у віці 16 - ти років Качер дебютував у першій команді «Жиліни».
Мирослав Качер залишив клуб, коли «Жиліна» почала процес ліквідації через пандемію коронавірусу. А у травні 2020 року Мирослав підписав контракт з чеським клубом «Вікторія», де на той момент вже працював колишній тренер Качера Адріан Гуля, разом з яким футболіст вигравав чемпіонат Словаччини.

## Збірна
З 2012 року Мирослав Качер виступав за юнацькі та молодіжну збірні Словаччини. У січні 2017 року Качер провів дві гри неофіційні гри у складі національної збірної Словаччини на тренувальному сборі в ОАЕ.

## Досягнення
- Чемпіон Словаччини (1):

«Жиліна»: 2016-17
- Чемпіон Чехії (1):

«Вікторія» (Пльзень): 2021-22